# (5677) Aberdonia
(5677) Aberdonia es un asteroide perteneciente al cinturón de asteroides descubierto el 21 de septiembre de 1987 por Edward Bowell desde la Estación Anderson Mesa (condado de Coconino, cerca de Flagstaff, Arizona, Estados Unidos).

## Designación y nombre
Designado provisionalmente como 1987 SQ1. Fue nombrado Aberdonia en homenaje a la Universidad de Aberdeen con motivo del quinto centenario de su fundación, el 10 de febrero de 1995. La Universidad es conocida por haber sido la sede de la primera cátedra de medicina del mundo de habla inglesa. La enseñanza de la filosofía natural se estableció hace más de 400 años, y el primer registro de la enseñanza de la astronomía se remonta a 1593. Entre los ocupantes de las cátedras de filosofía natural se encuentran James Clerk Maxwell y, más recientemente, el premio Nobel George Paget Thomson.

## Características orbitales
Aberdonia está situado a una distancia media del Sol de 2,836 ua, pudiendo alejarse hasta 3,004 ua y acercarse hasta 2,668 ua. Su excentricidad es 0,059 y la inclinación orbital 1,499 grados. Emplea 1744,96 días en completar una órbita alrededor del Sol.

## Características físicas
La magnitud absoluta de Aberdonia es 12,6. Tiene 8,798 km de diámetro y su albedo se estima en 0,25. 